# Flüchtlingslager Wagna

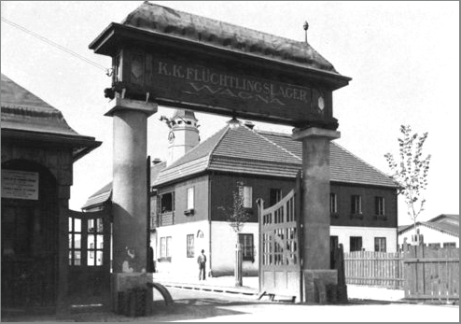
Hauptportal des Lagers kurz nach seiner Errichtung

Das Flüchtlingslager Wagna (meistens nur als Lager Wagna bezeichnet) bestand von 1914 bis 1963 als Barackensiedlung auf dem Gebiet der heutigen Gemeinde Wagna, deren Entstehen es wesentlich geprägt hat.  Entsprechend der politischen Entwicklungen waren im Lauf der Jahrzehnte nicht nur Flüchtlinge, sondern auch Umsiedler und Kriegsgefangene unterschiedlicher Herkunft untergebracht. Zu Spitzenzeiten während des Ersten Weltkrieges fanden über 21.000 Personen dort Zuflucht, was es zeitweise zur drittgrößten Stadt der Steiermark machte. Die Anlage beherbergte kurzfristig aber auch eine Lehrerbildungsanstalt bzw. ein Ausbildungslager der Wehrmacht.

## Erster Weltkrieg und Zwischenkriegszeit

Der Kindergarten in einer Fotografie des k.k. Innenministeriums

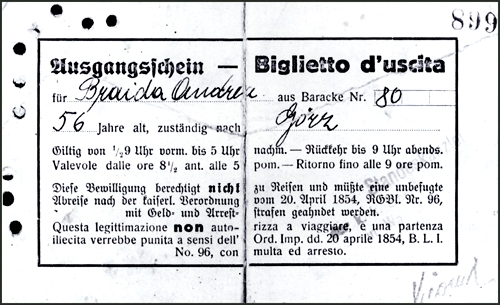
Zweisprachige Ausgangserlaubnis einer Lagerinsassin aus Görz

Im Herbst 1914 begann das k.k. Innenministerium eine Reihe großer Barackensiedlungen zu planen, da abzusehen war, dass die Kriegshandlungen des Ersten Weltkriegs zu zahlreichen Binnenflüchtlingen führen würden. Die Siedlungen sollten fernab des Kriegsgeschehens im Hinterland liegen, aber dennoch verkehrstechnisch gut zugänglich sein. Im Fall von Wagna war die Lage nahe der Südbahn ein wesentlicher Faktor. Ursprünglich war ein Lager für 6000 Personen geplant worden, das aber schnell auf 10 000 Plätze erweitert wurde. Als das Lager im Dezember 1914 offiziell fertiggestellt war beherbergte es jedoch bereits 14 449 Personen. Die Anzahl der Baracken wurde von 25 auf 50 verdoppelt und die Infrastruktur stark ausgebaut. 1915 verfügte das Lager über Strom- und Wasserversorgung, befestigte Straßen, fünf Großküchen, Bäckerei, Werkstatt, Nähstube, Einrichtungen zur Kinderbetreuung, Kapelle, Krankenbaracken, Bäder (um Epidemien vorzubeugen) und eine Verwaltungskanzlei mit angegliederten besseren Wohnmöglichkeiten für Beamte, Klinikpersonal etc. Durch die starke Überbelegung waren Infektionskrankheiten ein ständiges Problem; Epidemien von Flecktyphus, Tuberkulose, Pocken und Lungenentzündungen forderten von Oktober bis Dezember 1915 den Tod von 1539 meist minderjährigen Personen.
Die erste Welle an Flüchtlingen war aus dem Osten der Monarchie gekommen, insbesondere ausgelöst durch die Aufgabe Ostgaliziens durch die österreichische Armee. Diese wurden bis August 1915 jedoch zu großen Teilen zurückgeschickt oder erneut umgesiedelt. Unmittelbar darauf wurde eine noch größere Zahl an Flüchtlingen aus Friaul und Istrien untergebracht, das Lager erreichte mit über 21 000 Bewohnern seine maximale Größe. Personen, von welchen angenommen werden konnte, dass sie der österreichischen Monarchie nicht treu genug ergeben waren, wurden im Lager quasi interniert und durften es nur mit Genehmigung zu streng geregelten Zeiten verlassen. Insbesondere betraf dies Teile der italienischen Flüchtlinge. In weiterer Folge wurden im Lager separate Bereiche für Deutschösterreicher, Italiener und verbliebene Flüchtlinge aus Galizien eingerichtet, die durch Metallgitter voneinander getrennt wurden.  Als sich die Versorgungslage im Lauf des Jahres 1917 immer weiter verschlechterte, wurde es den bis dahin internierten Flüchtlingen freigestellt, das Lager zu verlassen, und man ermutigte sie, in ihre zerstörte Heimat zurückzukehren. Dieser Lockerung vorausgegangen war ein Aufstand unter den italienischen Insassen – ein österreichischer Gendarm hatte im Lager einen Jungen aus Istrien erschossen. Dies führte zu Diskussionen in der italienischen Öffentlichkeit und im Parlament. Dieses installierte daraufhin eine hochrangige Delegation (unter anderem mit dem jungen Alcide de Gasperi als Teilnehmer), die sich für eine Besserung der Zustände einsetzte.
Nach dem Zerfall der Monarchie fanden (deutsch-)österreichische Verwaltungs- und Eisenbahnbeamte in dem Lager Zuflucht, welche im neuentstandenen Königreich Jugoslawien unerwünscht geworden waren. In den frühen 1920er Jahren wurden verschiedene Teile des Lagers an unterschiedliche Hilfsgesellschaften für Kriegsinvalide verkauft sowie einige Baracken um- und abgebaut. 1923 lebten in 36 Baracken 531 Personen. Sie stellten damit immer noch fast 40 % der Gesamtbevölkerung der Gemeinde Wagna.

## Zeit des Nationalsozialismus
Nach dem Anschluss Österreichs 1938 bekam der Gauleiter Sigfried Uiberreither den Auftrag, in der Steiermark Zwischenlager für etwa 25 000 Umsiedler aus der Südbukowina einzurichten. Diese sollten von der Volksdeutschen Mittelstelle aus ihrer Heimat „Heim ins Reich“ geholt und, falls für geeignet befunden, für künftige deutsche Kolonisierungen Osteuropas eingesetzt werden. Da die Errichtung der dafür nötigen Transitlager sehr kurzfristig geschehen musste, griff die Gauleitung auf jene Orte zurück, wo bereits Lager aus dem Ersten Weltkrieg bestanden hatten und noch Teile der Infrastruktur vorhanden waren. Als im November 1940 die ersten Umsiedler eintrafen, waren dennoch erst 25 der 60 geplanten Baracken im Rohbau fertig und große Teile der Einrichtung fehlten. Unter Mithilfe der Umsiedler wurde das Lager bis Dezember provisorisch fertiggestellt.
Bereits Ende September 1941 hatten die letzten Umsiedler das Lager wieder verlassen. Die Baracken beherbergten nun 400 Studierende der Lehrerbildungsanstalt Marburg. Diese sollten eingesetzt werden um das Schulsystem der 1918 an Jugoslawien verlorenen Untersteiermark wieder mit deutschsprachigem Personal zu besetzen. 1942 wurde die Lehrerbildungsanstalt direkt nach Marburg/Maribor verlegt und die Anlage zum Kriegsgefangenenlager umgerüstet.
Im September 1942 erfolgte die Verlegung des Kriegsgefangenenlagers Stalag (= Stammlager) XVIII B von Spittal an der Drau nach Wagna. Parallel wurden auch Gefangene aus dem Stalag XVIII D (Marburg/Maribor) nach Wagna gebracht. Das Lager existierte jedoch nur wenige Monate und wurde bereits Anfang 1943 nach Pupping in Oberösterreich verlegt. In die wieder freigewordenen Baracken zog im August 1943 das Oflag (=Offizierslager) XVIII A mit 1046 gefangenen französischen Offizieren. Sie verblieben dort bis in die zweite Hälfte des Jahres 1944. Zu den Verhältnissen dieser nur kurz bestehenden Lager gibt es kaum verlässliche Angaben. Gegen Kriegsende waren, bedingt durch den schrittweisen Verlust der Kontrolle am Balkan, in rascher Folge wechselnde Einsatzbataillone der Wehrmacht in dem Lager untergebracht.

## Nachkriegszeit

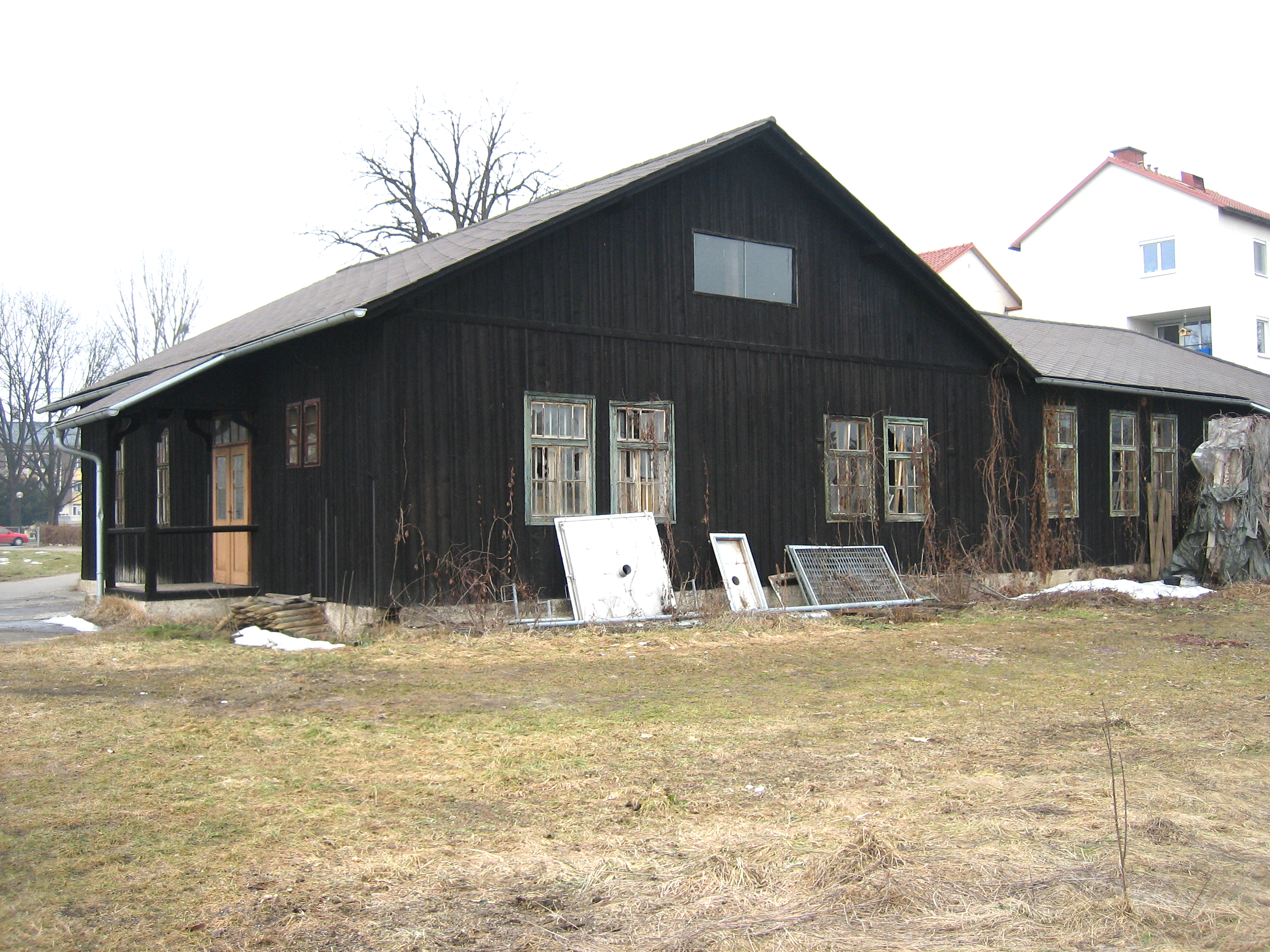
Verbliebene Baracke in der heutigen Gemeinde Wagna

Mit Kriegsende wurde das Lager erst wieder für Kriegsgefangene benutzt. Nach der Konsolidierung der britischen Besatzungsmacht wurden jedoch eher Zivilisten, sogenannte Displaced Persons, dort untergebracht, darunter auch zahlreiche Juden, die auf den Transfer nach Palästina warteten. Da das Lager 1940 unter großer Eile und nur als temporäre Unterkunft für die Umsiedler aus der Bukowina errichtet worden war, musste es von der britischen Verwaltung umfangreich saniert werden. 1951 wurde ein Quarantänelager im nahen Ort Strass aufgelassen und in das Lager Wagna integriert. Es fungierte von da an als Quarantänelager für alle Flüchtlinge, die aus südöstlicher Richtung österreichischen Boden betraten.
Im Mai 1948 wurde mit rund 4500 zu Versorgenden die höchste Auslastung erreicht, danach ging die Zahl der Bewohner langsam zurück. Über 70 % der Bewohner waren alleinstehende Frauen oder Kinder unter 15 Jahren. Das Lager wurde daher als sogenannte „Fürsorgelager“ geführt und verfügte daher vermehrt über Einrichtungen wie Spitäler, ein Waisenhaus und sogar ein Altenheim. Wohn- und Aufenthaltsräume waren dennoch knapp, die Situation verbesserte sich jedoch, als die Lagerbewohner Mitte der 1950er Jahre begannen, sich in einem Lagerausschuss zu organisieren. Dort bemühte man sich, die Ausstattung der lagereigenen Schulen und Kindergärten zu verbessern, auch eine Lehrwerkstatt wurde eingerichtet. 1960 wurde die Lagerkirche als Filialkirche offiziell anerkannt. Die heutige Gemeinde Wagna hatte zu dieser Zeit selbst noch keine Pfarre. Der 1952 im Lager gegründete Fußballverein SV Flavia Solva (benannt nach dem unter dem Lagergelände liegenden römischen Municipium Flavia Solva) wurde mehrmals steirischer Meister.
1956 und 1957 stieg die Zahl der Lagerbewohner wieder an, da verstärkt Flüchtlinge aus Jugoslawien nach Österreich drängten. Diese mussten über die vorhandene Lagerinfrastruktur mitversorgt werden, was zu einigen Konflikten zwischen den Neuankömmlingen und den österreichischen Bewohnern, die ihrerseits mitunter von Jugoslawen vertrieben worden waren, führte. Der Konflikt wurde durch den Bau eines zweiten Lagers im obersteirischen Eisenerz und strengere Auflagen für die Anerkennung als Flüchtling entschärft.
Nach der Mitte der 1950er Jahre wurde der öffentliche Druck, Barackenlager wie jenes in Wagna aufzulösen und die Bewohner in Sozialwohnungen unterzubringen immer größer. Ab 1956 plante die Gemeinde Wagna den Bau von Wohnhäusern, zu diesem Zeitpunkt lebten noch immer 1117 Personen in 70 Baracken. Die Lagerbewohner selbst gründeten 1958 einen Bauverein, um eigenständig Projekte organisieren und beim Land um Fördermittel ansuchen zu können. Trotz dieser und weiterer Initiativen seitens der Lagerbewohner, der Gemeinde Wagna und des Landes Steiermark dauerte die Aussiedlung aller Lagerbewohner bis 1963 an. Letzte Baracke des Lagers war die Kirche, ehe auch sie, wie einige andere Baracken, verkauft und abgebaut wurde. Eine Baracke steht heute denkmalgeschützt an der Hauptstraße der Gemeinde.